# Касьян Світлана Давидівна
Світла́на Дави́дівна Касья́н (нар. 24 липня 1984, Батумі, СРСР) — російська оперна співачка (сопрано).

## Біографія
Світлана Давидівна Касьян народилася 24 липня 1984 року в Батумі. У 1993 році Світлана разом з родиною переїхала до Актобе, де навчалася у школі № 26. Після закінчення дев'ятого класу Світлана вступила до музичного коледжу в Актобе, який закінчила у 2006 році. Далі Касьян продовжила вивчати вокал у Московській державній консерваторії імені П. І. Чайковського (клас Галини Писаренко), яку закінчила у 2011 році. Світлана Касьян є лауреатом багатьох міжнародних вокальних конкурсів та фестивалів.